# Just Cause 2
Just Cause 2 è un videogioco d'azione sviluppato dalla software house svedese Avalanche Studios e dalla Eidos Interactive, e pubblicato da Square Enix. Il gioco è stato messo in commercio in Nord America il 23 marzo 2010. Si tratta del sequel del videogioco Just Cause del 2006.
Il gioco è ambientato in una parte del mondo diversa dal Just Cause originale, ovvero sul fittizio arcipelago tropicale di Panau, nel sud-est asiatico. Rico Rodriguez ritorna come protagonista, nella missione di rovesciare il malvagio dittatore Pandak "Baby" Panay e sconfiggere il suo ex-boss Tom Sheldon.
Just Cause 2 usa come motore di gioco l'Avalanche Engine 2.0, una versione migliorata del motore usato per il primo Just Cause.
Nel novembre 2014 Square Enix ha annunciato Just Cause 3 la cui data di uscita sarebbe stata nell'inverno 2015. Durante l'E3 2015 di Los Angeles è stato mostrato un gameplay trailer e la data è stata confermata per il 1º dicembre 2015 per PC, PS4 e Xbox One.

## Trama

Una scena del gameplay.

Il gioco inizia con l'agente Rico Rodriguez mentre viene paracadutato in un'isola nel Sud-est asiatico di nome Panau.
Formalmente un'alleata degli Stati Uniti, Panau viene presa in possesso da Baby Panay, che instaura una dura e oppressiva dittatura e taglia ogni legame con gli USA. La missione di Rico è quella di rovesciare Panay e di rintracciare e assassinare Tom Sheldon, che l'Agenzia teme essere in combutta con lo stato canaglia dopo il cambio di regime.
Nel tentativo di trovare Sheldon, Rico si allea con le organizzazioni criminali dominanti dell'isola: I Roaches, I Reapers, e gli Ular Boys. Dopo aver compiuto svariate missioni per loro, viene ricompensato con le informazioni che cercava per raggiungere Sheldon, che rivela di stare investigando su una cospirazione dietro Panau. Egli quindi ordina a Rico di continuare a seminare il caos su Panau mentre egli andrà a spiegare la situazione all'Agenzia.
Più avanti, viene rivelato che i Roach, i Reaper e gli Ular sono segretamente supportati rispettivamente dalla Russia, dalla Cina, e dal Giappone per ragioni ancora ignote. Rico e Sheldon rintracciano e uccidono gli ufficiali d'intelligence stranieri che comandano le gang. A questo punto, l'intero arcipelago è nel caos, così tanto che Panay è costretto a scappare dalla capitale e a prendere rifugio in una base militare fortificata. Con l'aiuto delle bande, Rico assale il nascondiglio di Panay. A questo punto viene dato per morto durante l'assalto, e Rico scopre che Russia, Cina, Giappone e persino gli Stati Uniti hanno segretamente combattuto su Panau per le sue riserve di petrolio, che dovrebbero essere le più ricche del mondo.
Con la morte di Panay, le nazioni straniere sono libere di rivendicare i giacimenti petroliferi per loro stesse. Russia, Cina, e Giappone mandano le proprie flotte di superpetroliere su Panau, con gli Stati Uniti che iniziano a dislocare le proprie forze militari a difendere l'isola. Rico viene incaricato di tenere lontano le petroliere fino all'arrivo dei rinforzi. Tuttavia, ad un certo punto appare un enorme sottomarino nucleare. Panay, ancora in vita, lancia quattro missili nucleari verso la Russia, la Cina, il Giappone e gli Stati Uniti, ma Rico lo aggancia sul missile diretto negli USA. Rico si aggancia ad uno dei missili ed entrambi gli uomini si combattono a mezz'aria mentre Rico disarma ogni missile uno ad uno. Infine sull'ultimo missile, Rico aggancia Panay ad esso e riprogramma il bersaglio sul computer e salta via per la sicurezza. L'ultimo missile cambia traiettoria ed esplode sulle riserve petrolifere di Panau, uccidendo Panay e distruggendo le scorte di petrolio di Panau. Rico quindi rivela a Sheldon che ha distrutto il petrolio così che nessuna nazione avrebbe avuto ragione di combattere su Panau e iniziare la terza guerra mondiale e che per il petrolio non vale la pena morire. Sheldon lo accetta, e spiega che anche senza il petrolio, gli Stati Uniti faranno eleggere un presidente simpatizzante dell'America su Panau in modo da tenere d'occhio il loro piccolo angolo di paradiso nel sud-est asiatico.

## Modalità di gioco
Il gameplay è simile a quello del predecessore; il giocatore ha la libertà di esplorare liberamente il mondo aperto a propria scelta, senza necessariamente seguire la storia, o le missioni. La mappa è estesa per oltre 1000 chilometri quadrati, compresi mare e fiumi.
Sono state aggiunti nuovi elementi al gioco dal capo disegnatore, Peter Johansson; l'IA è stata riscritta aumentando la complessità del comportamento dei nemici. Nel gioco infatti i personaggi possono usare l'ambiente a proprio vantaggio, ripararsi dietro agli oggetti e adattarsi dinamicamente agli elementi attorno a loro. Altre novità sono il gameplay verticale e il sistema di aiuto manuale che permette al giocatore una buona capacità di interazione. Just Cause 2 inoltre possiede un sistema di difficoltà adattabile, che cambia continuamente la difficoltà del gioco in base alle capacità mostrate dal giocatore.
In Just Cause 2, sono presenti nuove armi, incluso un lanciarazzi con razzi guidati al laser, lanciagranate, C-4 con controllo remoto, e Minigun smontabili. Sono presenti inoltre nuovi veicoli, ispirati a mezzi reali, ma che hanno nomi fittizi. È possibile anche acquistare nuove armi tramite l'Xbox Merchandising o il PlayStation Network.
Inizialmente, il giocatore acquisisce armi e veicoli sul campo, esiste inoltre la possibilità di ordinare rifornimenti di armi e veicoli tramite il mercato nero, con un'opzione che permette al giocatore di farli consegnare direttamente sul campo, tramite elicottero, dal "Trafficante". Con il proseguimento del gioco diventano disponibili ulteriori armi, veicoli e punti di estrazione dal mercato nero. Tutte le armi e i veicoli del mercato nero hanno parametri che possono essere potenziati in diversi passi, assemblandoli con parti di armi e veicoli. Esistono oltre 2.000 parti di ricambio che il giocatore può acquisire.
Una caratteristica di Just Cause 2 è il rampino, che dona al giocatore la possibilità di attaccare due obiettivi tra di loro. Non ci sono limiti a quello che si può attaccare, siano essi nemici o oggetti o veicoli. Questa caratteristica può essere usata nel gioco in molti modi diversi, come durante l'inseguimento con veicoli ad alta velocità, dove il giocatore può attaccare un lato del rampino alla macchina e l'altro lato al terreno che fermerà immediatamente la macchina e causerà grossi danni al veicolo.
In aggiunta, il giocatore ha un paracadute "ricaricabile" che è sempre pronto ad essere usato, anche se usato e scartato un momento prima. Questo, combinato con il rampino può essere usato come un rapido modo di farsi trasportare dai veicoli.
La versione per PlayStation 3 del gioco permette di registrare video del gameplay dei giocatori e di esportarli su XMB o di caricarli su YouTube direttamente dal gioco.

## Accoglienza
La rivista Play Generation lo classificò come l'ottavo migliore titolo d'avventura del 2010. La stessa testata lo classificò come uno dei quattro migliori "sandbox" dove scatenarsi in una rissa.